# Boezloedzjamonument
Het Herdenkingshuis van de Bulgaarse Communistische Partij (Bulgaars: Дом-паметник на БКП), beter bekend als het Boezloedzjamonument (Паметникът на Бузлуджа), is een auditorium in de stijl van het brutalisme gebouwd op een 1.441 hoge bergtop in het Bulgaarse Balkangebergte. Het auditorium werd in de communistische tijd gebruikt voor bijeenkomsten en lezingen. De zaal had voor 510 vierkante meter aan mozaïeken.
Het werd gebouwd ter nagedachtenis aan een geheime bijeenkomst in 1891 onder leiding van Dimitar Blagoev waarbij een voorloper van de Bulgaarse Communistische Partij werd gevormd. Omdat deze berg als de geboorteplaats van het Bulgaarse communisme werd gezien, werd in 1974 begonnen met de bouw onder leiding van Georgi Stoilov. Het gebouw werd op 23 augustus 1981 geopend. Tegenwoordig is het vervallen en sinds 2017 niet meer toegankelijk voor het publiek. Het is mede door de vervallen staat en de iconische locatie een toeristische trekpleister geworden.